# 衡阳中考试题泄密事件
衡阳初中毕业会考泄题事件，发生于2004年6月湖南省衡阳市初中毕业会考期间，当年10.4万衡阳考生受到影响，事件造成衡阳城区考点全部重考。共有2名教师因为故意泄露国家秘密罪，判处拘役6个月，缓刑1年。

## 事件过程

### 泄密
事后经法院审理查明，化学卷和数学卷的泄密过程如下:
2004年5月,衡阳市船山实验中学化学教师莫运良、衡阳市十七中学数学教师王玉清被抽调参加衡阳市2004年度初中毕业会考数学和化学试题命题工作。命题工作结束后，莫运良在船山实验中学泄露了部分化学试题内容及答案。王玉清也将数学考试最后三道题默写好，交给十七中副校长江某，经江某的安排，十七中全校毕业班数学老师在讲课时讲解这三道题。船山实验中学的数学教师陈某、谢某得到消息后，也通过关系得到三道题目，将三道题编进一份测验卷，发给船山实验中学毕业班全体学生。
衡阳市公安局、衡阳市教育局组成的中考泄密联合调查组对外宣布，衡阳中考有英语、数学和化学三门学科的部分试题泄露。被宣布泄密的英语卷，没有查到泄密责任人。

### 传播
《新民周刊》记者采访知情学生得知，6月18日夜里就传出了化学、政治和数学考试的题目、6月19日中午数学试题几乎全部泄露。英语考试前，已有考生在按“ABCD”在直接背答案。《潇湘晨报》也采访一学生得知，考试前历史的3道大题，政治的7道题都已经在考生中传播。《青年参考》记者采访师生得知，语文作文题、英语作文题都考前在考生中传播，英语考试中，听力题广播还没放完竟然就有学生已经把答案填完了。有的学校校方未参与泄密，学生也知道私下向泄密学校的学生打听试题。

### 举报
中考共进行3天，从6月18日至6月20日。19日晚上，在衡阳市二中监考的徐辉(化名)老师与几位同事在附近饭店吃饭，听闻几个来自衡阳市十一中的学生在议论考题已经泄露，徐辉就与几名学生攀谈，了解到中考试题已被泄露的情况。次日监考，徐辉发现英语考题确实是与学生讨论的考题一样。考试完毕，徐辉向长沙《潇湘晨报》记者报料。
与此同时，也有几名市民向衡阳市教育局举报。据《哈尔滨日报》记者调查得知，泄密事件共有5名举报人，包括监考老师和学生家长。

## 事后重考
衡阳市教育局决定在7月2日组织衡阳城区考生参加英语、数学、化学三科的重考。重考的组织方式、考点设置、考生编排都不变，考生一律免收考试费用。还邀请衡阳市纪委、衡阳市保密局派员全程监督。
7月2日，除了13名学生因出游美国、香港或其它客观原因没能赶回重考，其余1.2万多名考生都参加了重考。时任衡阳市委常委、市委副书记胡国初、时任副市长谢宏治等衡阳市领导都到考点进行督考。考后有几位考生向记者坦诚，因为第一回拿到了考题而这次没有，所以考得不如上一次好。

## 各方评论

### 教育界人士
- 时任教育局宣传政策法规科科长肖仲斌表示，参与泄密的教师有时也是碍于情面，接受调查的命题老师也说自己是一时糊涂[6]。

- 时任衡阳市政协教科文卫体委员会副主任张六法表示，试题泄密应该严厉处理，不应该轻描淡写。张六法也表示，衡阳之前就出现过试卷泄密、考场作弊的现象，阅卷时就有发现十个八个考生的卷子答案都雷同，但之前都被大事化小了[6]。

### 法律界人士
- 江苏检察官邹云翔表示，衡阳市政府应对考生们因为重考而多支付的交通费、伙食费等承担赔偿责任[9]。

### 差生家长
- 一些差生家长抱怨举报人多管闲事，若非他举报，这些差生便能如愿进重点高中。举报人徐辉也因此惶惶不可终日，担心被作弊考生的家长报复[7]。